# Deutsche Meisterschaften im Skispringen 2013

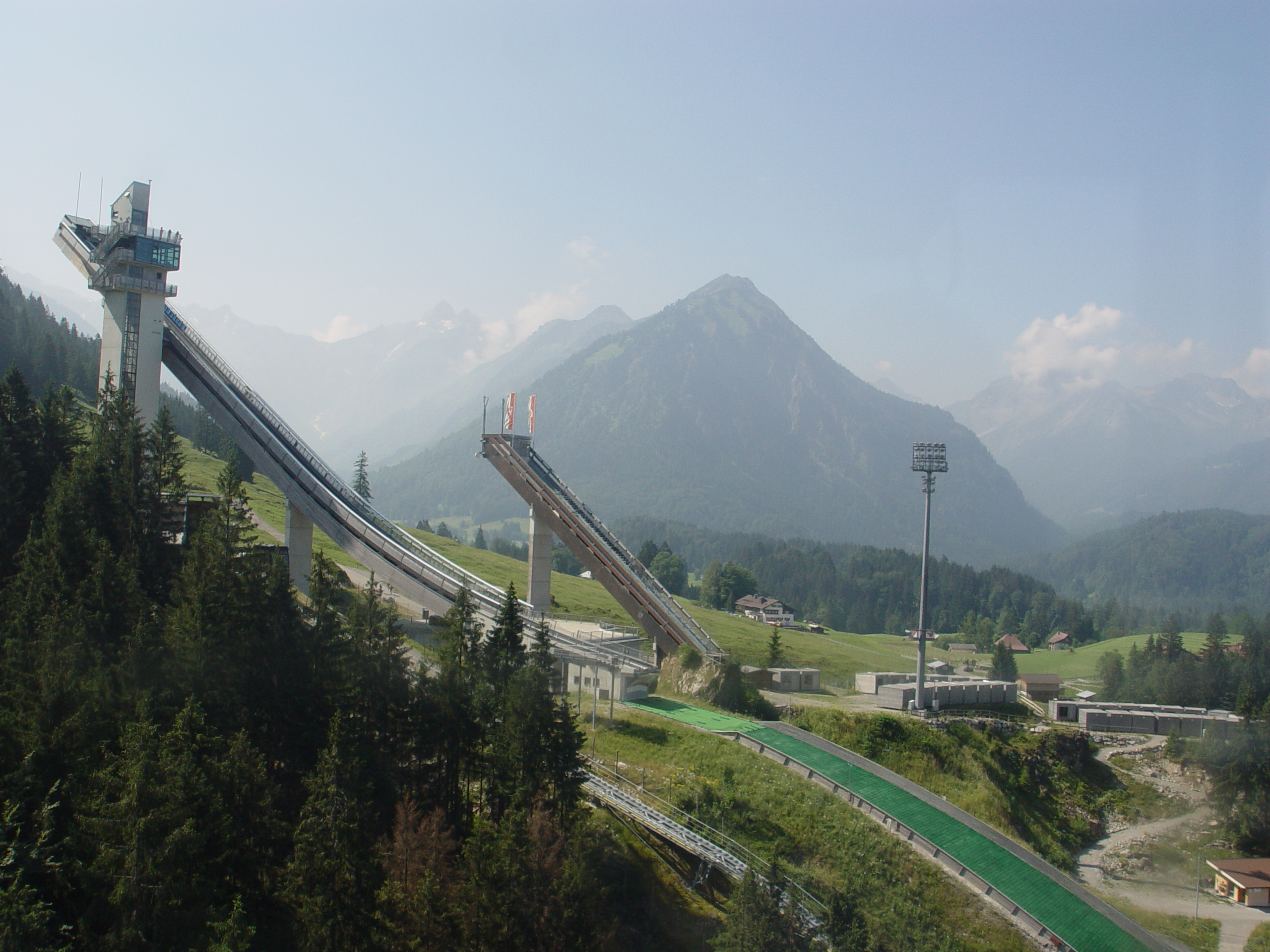
Schattenbergschanze

Die Deutschen Meisterschaften im Skispringen 2013 fanden zusammen mit den Deutschen Meisterschaften in der Nordischen Kombination vom 4. bis 6. Oktober 2013 im bayerischen Oberstdorf statt. Der Veranstalter war der Deutsche Skiverband und Organisator war der Skiclub 1906 Oberstdorf und Skisport- und Veranstaltungs GmbH. Die Wettbewerbe wurden auf den Schattenbergschanzen HS 60, HS 106 und HS 137 ausgetragen.

## Programm und Zeitplan
Der Zeitplan der Deutschen Meisterschaften:
| Datum           | Uhrzeit      |                                                          |
| --------------- | ------------ | -------------------------------------------------------- |
| Fr., 4. Oktober | 08:15        | Mannschaftsführersitzung Skisprung Damen                 |
| Fr., 4. Oktober | 09:30        | Offizielles Training Damen Junioren HS 60 (2 Durchgänge) |
| Fr., 4. Oktober | anschließend | Probedurchgang Einzelwettkampf Damen Junioren HS 60      |
| Fr., 4. Oktober | anschließend | Wettkampf Einzelwettkampf Damen Junioren HS 60           |
| Sa., 5. Oktober | 08:15        | Mannschaftsführersitzung Herren                          |
| Sa., 5. Oktober | 09:00        | Offizielles Training HS 137 (3 Durchgänge)               |
| Sa., 5. Oktober | 10:30        | Offizielles Training Damen HS 106 (2 Durchgänge)         |
| Sa., 5. Oktober | 17:00        | Probedurchgang Einzelwettkampf Damen HS 106              |
| Sa., 5. Oktober | anschließend | Wettkampf 1. Durchgang Einzelwettkampf Damen HS 106      |
| Sa., 5. Oktober | anschließend | Wettkampf 2. Durchgang Einzelwettkampf Damen HS 106      |
| Sa., 5. Oktober | 19:00        | Wettkampf 1. Durchgang Einzelwettkampf Herren HS 137     |
| Sa., 5. Oktober | anschließend | Wettkampf 2. Durchgang Einzelwettkampf Herren HS 137     |
| Sa., 5. Oktober | anschließend | gemeinsame Siegerehrungen in der Erdinger Arena          |
| So., 6. Oktober | 09:00        | Probedurchgang HS 137                                    |
| So., 6. Oktober | anschließend | Teamwettkampf                                            |
| So., 6. Oktober | anschließend | Siegerehrung in der Erdinger Arena                       |

## Teilnehmer
| 27 Sportlerinnen und 48 Sportler aus 6 Bundesländer      | 27 Sportlerinnen und 48 Sportler aus 6 Bundesländer | 27 Sportlerinnen und 48 Sportler aus 6 Bundesländer |
| -------------------------------------------------------- | --------------------------------------------------- | --------------------------------------------------- |
| - Baden-Württemberg (15) - Bayern (26) - Brandenburg (1) | - Hessen (7) - Sachsen (12) - Thüringen (14)        |                                                     |

## Damen

### Juniorinnen Einzel
Der Wettbewerb der Juniorinnen wurde am 4. Oktober auf der HS 60 (K 56)-Schanze ausgetragen. Es waren 19 Athletinnen am Start und kamen in die Wertung.
| Platz | Sportlerin        | Verein          | Weite 1 | Weite 2 | Punkte |
| ----- | ----------------- | --------------- | ------- | ------- | ------ |
| 1     | Katharina Althaus | SC Oberstdorf   | 58,0    | 59,0    | 238,0  |
| 2     | Gianina Ernst     | SC Oberstdorf   | 56,5    | 58,5    | 231,2  |
| 3     | Luisa Görlich     | WSV 08 Lauscha  | 56,0    | 56,0    | 221,5  |
| 4     | Pauline Heßler    | WSV 08 Lauscha  | 53,5    | 57,0    | 220,4  |
| 5     | Veronika Zobel    | SC Oberstdorf   | 54,0    | 54,5    | 214,6  |
| 6     | Melanie Häckert   | VSC Klingenthal | 54,5    | 53,5    | 210,9  |
| 7     | Agnes Reisch      | WSV Isny        | 53,0    | 54,0    | 210,0  |
| 8     | Sophia Görlich    | WSV 08 Lauscha  | 52,5    | 52,5    | 204,2  |
|       | Lucienne Höppner  | SV Stützengrün  | 54,0    | 53,5    | 204,2  |
| 10    | Lena Selbach      | SK Winterberg   | 50,5    | 52,5    | 194,4  |

### Damen Einzel
Der Wettbewerb der Damen wurde am 5. Oktober auf der HS 106 (K 95)-Normalschanze ausgetragen. Neben den unten aufgeführten Springerinnen waren noch acht Athletinnen in der Kategorie Damen II am Start, diese wurde jedoch nicht gewertet. 16 Athletinnen waren am Start und kamen in die Wertung.
| Platz | Sportlerin        | Verein            | Weite 1 | Weite 2 | Punkte |
| ----- | ----------------- | ----------------- | ------- | ------- | ------ |
| 1     | Katharina Althaus | SC Oberstdorf     | 97,5    | 99,5    | 240,0  |
| 2     | Melanie Faißt     | SC Degenfeld      | 95,0    | 98,5    | 232,0  |
| 3     | Gianina Ernst     | SC Oberstdorf     | 93,5    | 97,5    | 230,5  |
| 4     | Ramona Straub     | SC Langenordnach  | 95,0    | 95,5    | 227,0  |
| 5     | Pauline Heßler    | WSV 08 Lauscha    | 92,5    | 86,0    | 199,5  |
| 6     | Anna Häfele       | SC Willingen      | 93,5    | 86,5    | 197,0  |
| 7     | Carina Vogt       | SC Degenfeld      | 91,5    | 85,5    | 194,5  |
| 8     | Juliane Seyfarth  | WSC 07 Ruhla      | 84,0    | 91,0    | 193,0  |
| 9     | Melanie Häckert   | VSC Klingenthal   | 82,5    | 86,0    | 173,5  |
| 10    | Nicole Hauer      | WSV-DJK Rastbüchl | 80,0    | 76,0    | 145,8  |
| 11    | Lucienne Höppner  | SV Stützengrün    | 83,0    | 73,5    | 145,5  |
| 12    | Luisa Görlich     | WSV 08 Lauscha    | 73,5    | 78,5    | 135,5  |
|       | Lena Selbach      | SK Winterberg     | 69,5    | 83,0    | 135,5  |
| 14    | Veronika Zobel    | SC Oberstdorf     | 70,5    | 68,0    | 106,0  |
| 15    | Svenja Würth      | SV Baiersbronn    | 105,5   | -       | 104,5  |
| 16    | Deborah Schmidt   | TuS Neuenrade     | 66,0    | 67,0    | 91,0   |

## Herren

### Junioren Einzel
Der Wettbewerb der Junioren wurde am 5. Oktober zusammen mit den Herren auf der HS 137 (K 120)-Großschanze ausgetragen. Es waren 16 Athleten am Start und kamen in die Wertung.
| Platz | Sportler            | Verein                     | Weite 1 | Weite 2 | Punkte |
| ----- | ------------------- | -------------------------- | ------- | ------- | ------ |
| 1     | Andreas Wellinger   | SC Ruhpolding              | 140,0   | 125,0   | 269,0  |
| 2     | Tim Fuchs           | SC Degenfeld               | 120,5   | 124,0   | 233,1  |
| 3     | Sebastian Bradatsch | TSG Ruhla                  | 124,0   | 120,0   | 232,2  |
| 4     | Franz Weiß          | SG Nickelhütte Aue         | 125,5   | 116,5   | 227,6  |
| 5     | Thomas Dufter       | SC Hammer                  | 125,0   | 111,5   | 218,2  |
| 6     | Dominik Mayländer   | SC Degenfeld               | 118,5   | 114,5   | 209,9  |
| 7     | David Siegel        | SV Baiersbronn             | 117,0   | 103,0   | 183,5  |
| 8     | Michael Herrmann    | SC Oberstdorf              | 113,0   | 108,0   | 182,8  |
| 9     | Sepp Lechner        | WSV Kiefersfelden          | 117,0   | 96,5    | 170,3  |
| 10    | Petrik Hamann       | SV Baiersbronn             | 108,5   | 104,5   | 169,4  |
| 11    | Franz Röder         | SG Nickelhütte Aue         | 109,0   | 100,0   | 159,2  |
| 12    | Henrik Heinz        | SWV Goldlauter-Heidersbach | 105,0   | 98,5    | 152,3  |
| 13    | Lukas Wagner        | WSV 08 Lauscha             | 109,0   | 95,0    | 147,2  |
| 14    | Nils Wilfert        | WSV Warmensteinach         | 104,5   | 100,0   | 144,1  |
| 15    | Tim Heinrich        | WSV Schmiedefeld           | 105,5   | 94,0    | 141,6  |
| 16    | Dominik Leischker   | SG Nickelhütte Aue         | 93,5    | 97,0    | 124,9  |

### Herren Einzel
Der Wettbewerb der Herren wurde am 5. Oktober zusammen mit den Junioren auf der HS 137 (K 120)-Großschanze ausgetragen. Es waren 48 Athleten am Start und kamen in die Wertung.
| Platz | Sportler            | Verein             | Weite 1 | Weite 2 | Punkte |
| ----- | ------------------- | ------------------ | ------- | ------- | ------ |
| 1     | Marinus Kraus       | WSV Oberaudorf     | 138,5   | 127,0   | 275,9  |
| 2     | Karl Geiger         | SC Oberstdorf      | 136,5   | 127,0   | 272,8  |
| 3     | Severin Freund      | WSV-DJK Rastbüchl  | 137,5   | 129,5   | 271,6  |
| 4     | Andreas Wellinger   | SC Ruhpolding      | 140,0   | 125,0   | 269,0  |
| 5     | Andreas Wank        | WSV Oberhof 05     | 138,5   | 120,5   | 264,7  |
| 6     | Michael Neumayer    | SK Berchtesgaden   | 131,0   | 123,0   | 251,7  |
| 7     | Martin Schmitt      | SV Furtwangen      | 127,5   | 125,0   | 250,5  |
| 8     | Jan Mayländer       | SC Degenfeld       | 125,0   | 126,0   | 246,3  |
| 9     | Richard Freitag     | SG Nickelhütte Aue | 130,5   | 119,0   | 240,6  |
| 10    | Maximilian Mechler  | WSV Isny           | 134,0   | 115,0   | 239,7  |
| 11    | Tim Fuchs           | SC Degenfeld       | 120,5   | 124,0   | 233,1  |
| 12    | Sebastian Bradatsch | TSG Ruhla          | 124,0   | 120,0   | 232,2  |
| 13    | Michael Dreher      | SC Oberstdorf      | 123,0   | 121,5   | 232,1  |
| 14    | Pius Paschke        | WSV Kiefersfelden  | 123,5   | 119,0   | 231,0  |
| 15    | Franz Weiß          | SG Nickelhütte Aue | 125,5   | 116,5   | 227,6  |
| 16    | Christian Heim      | SC Auerbach        | 122,0   | 116,5   | 219,8  |

### Team
Der Wettbewerb der Teams wurde am 6. Oktober auf der HS 137 (K 120)-Großschanze ausgetragen. Es waren 12 Teams am Start und kamen in die Wertung.
| Platz | Team                 | Name                                                               | Verein                                                                      | Weite 1                 | Weite 2                 | Punkte |
| ----- | -------------------- | ------------------------------------------------------------------ | --------------------------------------------------------------------------- | ----------------------- | ----------------------- | ------ |
| 1     | Bayern I             | Michael Neumayer Karl Geiger Marinus Kraus Severin Freund          | SK Berchtesgaden SC Oberstdorf WSV Oberaudorf WSV-DJK Rastbüchl             | 137,0 123,0 132,0 130,5 | 132,5 134,5 132,5 137,0 | 1088,7 |
| 2     | Baden-Württemberg I  | Maximilian Mechler Dominik Mayländer Martin Schmitt Jan Mayländer  | SC Auerbach SC Degenfeld SV Furtwangen SC Degenfeld                         | 134,0 123,0 102,0 121,5 | 128,0 122,0 127,5       | 939,9  |
| 3     | Bayern II            | Christian Heim Michael Dreher Pius Paschke Markus Eisenbichler     | WSV Isny SC Oberstdorf WSV Kiefersfelden TSV Siegsdorf                      | 119,5 126,0 119,0 106,5 | 120,0 131,5 125,5 116,0 | 907,7  |
| 4     | Thüringen I          | Danny Queck Julian Hahn Sebastian Bradatsch Andreas Wank           | WSV 08 Lauscha WSV Oberhof 05 TSG Ruhla WSV Oberhof 05                      | 122,5 107,0 113,5 128,5 | 118,5 114,0 121,0 130,5 | 890,4  |
| 5     | Baden-Württemberg II | Tim Fuchs Kevin Horlacher Niklas Wangler David Siegel              | SC Degenfeld SZ Breitnau SV Baiersbronn                                     | 123,5 121,0 108,0 110,5 | 127,0 124,5 115,5 117,0 | 868,1  |
| 6     | Sachsen I            | Franz Weiß Martin Hamann Daniel Fudel Richard Freitag              | SG Nickelhütte Aue                                                          | 118,5 113,0 104,5 125,5 | 111,0 113,5 114,0 128,5 | 833,8  |
| 7     | Hessen               | Paul Winter Hermann Saure David Winkler Stephan Leyhe              | SC Willingen SK Winterberg SC Willingen                                     | 117,5 106,0 114,5 112,5 | 112,5 109,0 118,5 118,0 | 790,3  |
| 8     | Bayern III           | Daniel Althaus Daniel Wenig Thomas Dufter Felix Schoft             | SC Oberstdorf SK Berchtesgaden SC Hammer SC Partenkirchen                   | 110,5 113,5 105,5 110,0 | 113,0 120,0 117,5 112,5 | 781,5  |
| 9     | Bayern IV            | Sepp Lechner Marc Ganserer Michael Herrmann Tobias Bogner          | WSV Kiefersfelden SC Oberstdorf SK Berchtesgaden                            | 118,0 114,5 109,0 102,5 | 117,0 114,5 113,5 109,0 | 771,4  |
| 10    | Sachsen II           | Johannes Schubert Dominik Leischker Franz Röder Sebastian Reuschel | SG Nickelhütte Aue WSV 08 Johanngeorgenstadt                                | 99,0 104,0 104,5 107,0  | 101,5 110,0 109,5 109,0 | 664,1  |
| 11    | Thüringen II         | Lukas Wagner Sebastian Köhler Felix Hoffmann Benedikt Menz         | WSV 08 Lauscha TSG Ruhla SWV Goldlauter-Heidersbach SC Steinbach-Hallenberg | 108,0 103,5 98,5 102,0  | 108,0 106,0 101,5 107,5 | 642,0  |
| 12    | Bayern V             | Moritz Baer Fabian Seidl Nils Wilfert Tobias Lugert                | SF Gmund-Dürnbach SC Auerbach SWSV Warmensteinach SC Ruhpolding             | 97,5 103,5 101,0 98,5   | 92,0 102,5 110,5 104,5  | 591,0  |